# Норово
Норово (мкд. Норово) је насеље у Северној Македонији, у западном делу државе. Норово припада општини Крушево.

## Географија
Насеље Норово је смештено у западном делу Северне Македоније. Од најближег већег града, Прилепа, насеље је удаљено 35 km западно.
Норово се налази на западном ободу Пелагоније, највеће висоравни Северне Македоније. Насеље је положено у источном подножју Бушеве планине, док се југоисточно од насеља пружа поље. Надморска висина насеља је приближно 750 метара.
Клима у насељу је планинска због знатне надморске висине.

## Становништво
По попису становништва из 2002. године Норово је имало 599 становника.
Претежно становништво у насељу су Албанци (98%).
Већинска вероисповест у насељу је ислам.